# Lepidozia flexuosa
Lepidozia flexuosa là một loài Rêu trong họ Lepidoziaceae. Loài này được Mitt. mô tả khoa học đầu tiên..